# 1898 en Nouvelle-Écosse
Chronologie de la Nouvelle-Écosse
- 1894
- 1895
- 1896
- 1897
- 1898
- 1899
- 1900
- 1901
- 1902

Cette page concerne des événements survenus en 1898 dans la province canadienne de la Nouvelle-Écosse.

## Politique
- Premier ministre : George H. Murray
- Chef de l'Opposition :
- Lieutenant-gouverneur : Malachy Bowes Daly
- Législature :